# Brat (album)
Brat là album phòng thu thứ sáu của nữ ca sĩ người Anh Charli XCX, được hãng đĩa Atlantic phát hành vào ngày 7 tháng 6 năm 2024. Album có sự tham gia sản xuất của Charli XCX, nhà sản xuất điều hành lâu năm của cô A. G. Cook, Finn Keane, Cirkut, bạn đời của cô là George Daniel, và những nhà sản xuất khác. Album được lấy cảm hứng sáng tác từ bối cảnh nhạc rave ở Anh những năm thập niên 2000, cùng với đó là phong cách âm nhạc mạnh mẽ, cuồng nhiệt và táo bạo hơn so với album trước đó của cô, Crash (2022).
Brat đã giành được ngôi vị quán quân tại Vương quốc Anh, Úc và Ireland, đồng thời lọt vào top 10 tại 12 quốc gia khác, trong đó có cả Hoa Kỳ, nơi album đánh dấu màn ra mắt cao nhất của Charli trên bảng xếp hạng Billboard 200 với vị trí thứ ba. Phiên bản deluxe mang tên Brat and It's the Same but There's Three More Songs So It's Not, với ba ca khúc bổ sung, đã được phát hành vào ngày 10 tháng 6 năm 2024. Bản remix của album, Brat and It's Completely Different but Also Still Brat, quy tụ về 20 nghệ sĩ khách mời, được ra mắt vào ngày 11 tháng 10 năm 2024.
Trên Metacritic, trang web tổng hợp điểm số từ các nhà phê bình âm nhạc, Brat lần lượt đứng ở vị trí thứ nhất và thứ 16 ở bảng xếp hạng các album được đánh giá cao nhất năm 2024 và mọi thời đại. Album cũng được đưa vào danh sách rút gọn của giải Mercury Prize cho hạng mục Album của năm 2024. Bìa và phong cách của album nhanh chóng trở thành một xu hướng phổ biến trên mạng xã hội, thậm chí nó còn được áp dụng trong chiến dịch tranh cử tổng thống năm 2024 của Phó Tổng thống Hoa Kỳ Kamala Harris, sau khi Charli XCX đăng tweet về ứng cử viên này. Brat nhận được 9 đề cử tại lễ trao giải Grammy lần thứ 67, bao gồm hạng mục danh giá, Album của năm. Để quảng bá cho dự án, Charli XCX đã thực hiện chuyến lưu diễn Sweat Tour vào năm 2024 cùng với Troye Sivan, và ngay sau đó là Brat Tour sẽ được tổ chức vào cuối năm 2024 và đầu năm 2025.

## Bối cảnh và phát hành
Brat là album phòng thu thứ sáu của Charli XCX và là album đầu tiên sau khi cô gia hạn hợp đồng với hãng đĩa Atlantic vào đầu năm 2023. Đĩa đơn chủ đạo cho album, "Von Dutch", được phát hành vào ngày 29 tháng 2 năm 2024.
Vào ngày 22 tháng 2, trong một buổi trình diễn nhạc tại Boiler Room, Charli XCX đã chơi một vài đoạn nhạc đến từ các bài hát được xác định là "Spring Breakers" và "365". Cô cũng biểu diễn trên sân khấu cùng Addison Rae và Julia Fox: một bản phối lại của "Von Dutch" hợp tác với Rae và A. G. Cook được phát hành vào ngày 22 tháng 3.. Vào ngày 3 tháng 6, Charli lần đầu trình diễn ca khúc "So I" tại  sự kiện Billboard Women in Music. "Club Classics" và "B2B" cũng sau đó được phát hành dưới dạng đĩa đôi quảng bá vào ngày 3 tháng 4.
Đĩa đơn thứ hai, "360", được ra mắt vào ngày 10 tháng 5, theo đó là việc video ca nhạc cho bài hát, vốn đã được cô ẩn ý trước đó trong ngày, và được cô mô tả là "video âm nhạc xuất sắc nhất từ trước đến nay" của mình. Video có sự xuất hiện của nhiều "it girl" đình đám, trong đó có thể kể đến Gabbriette, Chloë Sevigny, Julia Fox và Rachel Sennott. Một bản phối lại của "360" với sự góp giọng của các nghệ sĩ người Thụy Điển Robyn và Yung Lean cũng đã được phát hành vào ngày 31 tháng 5. Tại buổi diễn chính của cô tại lễ hội Primavera Sound ở Barcelona vào ngày 1 tháng 6, Charli lần đầu trình diễn trực tiếp hai ca khúc chưa từng được ra mắt trước đó, "365" và "Everything Is Romantic".
Brat được chính thức phát hành ngày 7 tháng 6 năm 2024, và chỉ ba ngày sau, phiên bản deluxe của album, "Brat and It's the Same but There's Three More Songs So It's Not" được ra mắt, bao gồm ba bài hát bổ sung. Đến ngày 21 tháng 6, bản phối lại của bài hát "Girl, So Confusing" với sự góp mặt của Lorde được đưa ra công chúng. Ngày 1 tháng 8, bản remix của ca khúc "Guess" từ phiên bản deluxe của album được phát hành, hợp tác với nữ ca sĩ người Mĩ Billie Eilish. Ngay ngày hôm sau, "Apple" được lựa chọn làm đĩa đơn thứ ba của album, trình làng trên một đài phát thanh ở Ý. Ngày 12 tháng 9, Charli XCX kết hợp với Troye Sivan trong một bản phối lại của "Talk Talk".Ngày 11 tháng 10, Charli phát hành một album remix mang tên "Brat and It's Completely Different but Also Still Brat.

## Nhạc và lời
Brat được lấy cảm hứng từ bối cảnh các buổi tiệc rave ở Luân Đôn, nơi cô đã từng biểu diễn những năm thời niên thiếu. Cô gọi Brat là album "cuồng nhiệt và nổi loạn nhất" của mình, nhưng đồng thời đó là cũng là album phơi bày những góc khuất mỏng manh nhất của cô. Charli cũng nhận định rằng Brat có lẽ là album "mang lại những âm hưởng tương đồng nhất với [mixtape năm 2017 của cô] Pop 2". Brat được mô tả là sự pha trộn giữa các thể loại đa dạng như electropop, club-pop, hyperpop, electroclash và dance.  Chia sẻ với tạp chí Billboard, Charli cho biết rằng Brat được tạo nên từ một mớ các âm thanh khác nhau để mang đến "sự tinh giản, nhưng vẫn giữ được nét ồn ào và náo nhiệt". Shaad D'Souza của tờ The Face đã so sánh Brat với tuyển tập The Annual của Ministry of Sound hay album đình đám một thời, Loud (2010) của Rihanna, cho rằng ca từ của Brat "thật ngông cuồng và mờ ám" nhưng chẳng kém phần "mỏng manh và đau thương".
"Girl, So Confusing" được Charli tiết lộ nói về mối quan hệ phức tạp của cô với một nữ nghệ sĩ khác. Nhiều tin đồn cho rằng bài hát đang muốn nhắc đến Marina Diamandis, Rina Sawayama hoặc Lorde. Lorde sau đó được xác nhận là nguồn cảm hứng chính, cô cũng chính là người góp giọng trong bản phối lại của ca khúc. Tương tự, "Sympathy Is a Knife" được cho là phản ánh những mâu thuẫn trong mối quan hệ giữa Charli và Taylor Swift, đồng thời đó cũng là góc nhìn của Charli về sự gắn bó giữa mình với Matty Healy, ca sĩ hát chính cho ban nhạc The 1975.
"Rewind" được viết như một lời phản hồi trực tiếp trước thành công của "Speed Drive" trong Barbie the Album. "Mean Girls" lấy cảm hứng từ nữ diễn viên và người mẫu Julia Fox, tập trung vào việc nói về "sự ám ảnh của xã hội với hình tượng những cô nàng xấu tính". Tạp chí The Face ca ngợi "So I" như một bản ballad phức tạp, khắc họa nỗi đau sâu sắc của Charli trước sự ra đi của người bạn thân Sophie. "Apple" được ảnh hưởng mạnh mẽ từ phong cách sáng tác của Caroline Polachek, người bạn thân thiết và cộng tác viên của Charli. "I Think About It All The Time" lại mở ra những điều còn đang suy ngẫm của cô về bổn phận làm mẹ, sau khi gặp đứa con của Noonie Bao, một người bạn của cô. Cô chia sẻ trong một lần phỏng vấn sau khi phát hành Brat: "liệu tôi sẽ bị thiếu tố chất của một người phụ nữ nếu không làm mẹ? Liệu tôi sẽ có cảm giác rằng tôi đang bỏ lỡ ý nghĩa cuộc đời mình? Tôi biết rằng ta không có nghĩa vụ phải làm việc ấy nhưng nó kiểu như là một thứ đã được định sẵn trong tự nhiên và xã hội."
Phiên bản deluxe của Brat bao gồm ba ca khúc bổ sung. "Hello Goodbye" là những "quẫn trí của một trái tim đang yêu". Trong những ca từ của "Guess", Charli táo bạo thách thức một nhân vật nào đó đoán màu quần lót của mình. "Spring Breakers" lại như đang muốn nói đến về việc tính cách nổi loạn của Charli đã khiến cô bị loại khỏi nhiều sự kiện danh giá như Grammy.

## Đánh giá chuyên môn
| Đánh giá chuyên môn  | Đánh giá chuyên môn |
| Điểm trung bình      | Điểm trung bình     |
| Nguồn                | Đánh giá            |
| -------------------- | ------------------- |
| AnyDecentMusic?      | 8.7/10              |
| Metacritic           | 95/100              |
| Nguồn đánh giá       |                     |
| Nguồn                | Đánh giá            |
| AllMusic             | [ 45 ]              |
| Exclaim!             | 9/10                |
| The Guardian         | [ 47 ]              |
| The Independent      | [ 48 ]              |
| The Line of Best Fit | 9/10                |
| NME                  | [ 50 ]              |
| Paste                | 9.0/10              |
| Pitchfork            | 8.6/10              |
| Rolling Stone        | [ 30 ]              |
| Slant Magazine       | [ 53 ]              |

Trên trang Metacritic, Brat nhận được "sự tán dương rộng rãi" với số điểm trung bình ấn tượng là 95 trên 100, dựa trên 24 bài đánh giá từ giới phê bình. Báo cáo từ trang web viết: "Các nhà phê bình đã đón nhận âm thanh mang đậm chất rave của album, điều đã loại bỏ tính dễ tiếp cận (và những khách mời nổi tiếng) trong album trước là Crash, để nhường chỗ cho một âm hưởng thô ráp, gai góc và phức tạp hơn nhưng lại không kém phần thú vị. Thật sự là một tuyệt phẩm kinh điển của vũ trường."
Nhiều nhà phê bình đã tán dương sự mong manh và chiều sâu cảm xúc của Charli XCX, và thậm chí có vài người cho rằng Brat là một trong những dự án xuất sắc nhất của cô. Laura Snapes từ The Guardian đã không ngần ngại gọi nó là một "kiệt tác". Sal Cinquemani của Slant Magazine cho rằng album thật "đanh đá và táo bạo", nhưng đồng thời cũng "thường xuyên bộc lộ ra những khoảnh khắc mỏng manh". Brittany Spanos từ Rolling Stone viết rằng Brat là "một chuyến tàu lượn hyperpop về sự lo âu của tuổi ngoài ba mươi, sau lần mà Thổ tinh hồi vị, và sự tự tin của những cô nàng it-girl". Ben Tipple từ DIY xem album như một biểu hiện của gốc rễ rave trong âm nhạc của Charli, gọi nó là "một đại diện không thể nhầm lẫn của chính con người cô; một bản tôn vinh đầy kích thích dành cho các khía cạnh đa dạng của văn hóa club".
Pitchfork đã trao tặng cho album danh hiệu "Âm nhạc Mới Hay nhất" và đồng thời vinh danh hai ca khúc "Von Dutch" và bản phối lại của "Girl, So Confusing" là "Bài hát Mới Hay nhất" lúc chúng được phát hành. Eric Bennett, viết cho Paste, đã khen ngợi album và mô tả nó thật là "hỗn độn và mong manh—chính là thứ mà âm nhạc của Charli đã thiếu sót trong suốt một thập kỷ qua". Bojana Jovanović của Vogue Adria cho rằng album thực sự "phức tạp, chất lượng và được thực hiện một cách thông minh, đủ để người nghe tìm kiếm ý nghĩa sâu xa trong nó. Đây có phải là thứ album nhạc pop đương đại và hoàn chỉnh nhất thời nay? ... Charli XCX chắc chắn đã tạo ra một album để lại ấn tượng mạnh mẽ với nhiều người, và với sự đón nhận của giới phê bình, nó chắc chắn sẽ khắc dấu trong lịch sử âm nhạc".

### Các danh sách cuối năm
Cuối năm 2024, Brat được góp mặt trên danh sách các album xuất sắc nhất năm của nhiều nhà xuất bản danh tiếng. Trên trang Metacritic, đây là album được đánh giá cao nhất năm 2024, và tính đến tháng 10 năm 2024, album được xếp thứ 16 trong danh sách các album được đánh giá cao nhất mọi thời đại trên trang web này. Brat được vinh danh là thu âm của năm bởi nhiều tạp chí lớn như Billboard, Consequence, DIY, Entertainment Weekly, KTLA, The Guardian, NME, Oor, PopMatters, The Ringer, Rolling Stone, The Skinny, Slant Magazine, Stereogum, The Telegraph, và The Washington Post. Album được xếp hạng nhì bởi một số tạp chí như The A.V. Club, Business Insider, Exclaim!, The Fader, Impose, The Independent, Loud and Quiet, People, Pitchfork, The Times, và Yardbarker.
Album cũng lọt vào top 10 trong danh sách cuối năm của nhiều tạp chí, phải kể đến như BrooklynVegan, Clash, Crack, Gorilla vs. Bear, The Line of Best Fit, Los Angeles Times, The New Yorker, Paste, Resident Advisor, Rough Trade, Time, và Time Out; với Complex, KCRW, và The Quietus xếp nó vào top 20. Đồng thời, AllMusic, Alternative Press, Associated Press, BBC Radio 6 Music, The Economist, HuffPost, Hypebeast, NPR, Rock Sound, Spin, Uproxx, Us Weekly, Vogue, Vulture, và The Wall Street Journal đã công nhận Brat là một trong những album hay nhất năm.
Trên các danh sách của cá nhân, Brat được Jon Pareles và Lindsay Zoladz của The New York Times lần lượt xếp ở vị trí thứ nhất và thứ ba. Tại Variety, Jem Aswad, Steven J. Horowitz và Thania Garcia lần lượt đặt album ở vị trí thứ nhất, thứ ba và thứ năm. Dan DeLuca từ The Philadelphia Inquirer gọi đây là album số một của năm, trong khi Spencer Kornhaber của The Atlantic lại xếp nó ở vị trí thứ hai.

## Giải thưởng và thành tựu
| Giải thưởng            | Năm  | Hạng mục                      | Kết quả      | Ct.     |
| ---------------------- | ---- | ----------------------------- | ------------ | ------- |
| Mercury Prize          | 2024 | Album của năm                 | Đề cử        | [ 121 ] |
| ARIA Music Awards      | 2024 | Nghệ sĩ Quốc tế Xuất sắc nhất | Đề cử        | [ 122 ] |
| Danish Music Awards    | 2024 | Album Quốc tế của năm         | Đoạt giải    | [ 123 ] |
| Billboard Music Awards | 2024 | Album Dance/Điện tử Xuất sắc  | Đoạt giải    | [ 124 ] |
| Grammy Awards          | 2025 | Album của Năm                 | Chưa công bố | [ 125 ] |
| Grammy Awards          | 2025 | Album Dance/Điện tử của năm   | Chưa công bố | [ 125 ] |
| Grammy Awards          | 2025 | Đóng gói Thu âm Xuất sắc nhất | Chưa công bố | [ 125 ] |

| Nhà xuất bản | Danh sách                                                      | Xếp hạng | Ct.     |
| ------------ | -------------------------------------------------------------- | -------- | ------- |
| Paste        | 100 Album Xuất sắc nhất thập niên 2020 từ trước đến nay (2024) | 15       | [ 126 ] |
| Pitchfork    | 100 Album Xuất sắc nhất thập niên 2020 từ trước đến nay (2024) | 7        | [ 127 ] |

## Diễn biến thương mại
Tại Vương quốc Anh, Brat ra mắt ở vị trí á quân trên bảng xếp hạng UK Albums Chart với doanh số 27.234 bản, trở thành album thứ hai của Charli lọt vào top 10 tại đây, đồng thời ghi nhận tuần mở màn lớn nhất của cô tại thị trường này. Tuy nhiên, sự kiện này đã dấy lên nhiều tranh cãi khi nhiều phương tiện truyền thông chỉ trích rắng Taylor Swift đã "chiếm mất" ngôi vị quán quân của Brat vì đã tung ra bản kép của album The Tortured Poets Department—chỉ có mặt tại Vương quốc Anh—trùng với tuần mà Brat được ra mắt. Đến ngày 25 tháng 7 năm 2024, Brat đã bán được 71.738 bản tại quốc gia. Sau khi bản remix của album, Brat and It's Completely Different but Also Still Brat ra mắt, Brat đã giành được vị trí số một trên bảng xếp hạng này, đánh dấu album quán quân thứ hai của Charli tại Vương quốc Anh sau Crash (2022). Tại Úc, Brat ra mắt với vị trí thứ ba trên bảng ARIA Charts, nhưng không mất nhiều thời gian để album đạt đỉnh ở vị trí số một sau khi bản remix được phát hành, trở thành album quán quân thứ hai liên tiếp của Charli tại đây, nối tiếp thành công của Crash.
Tại Hoa Kỳ, Brat ra mắt ở vị trí thứ ba với 77.000 đơn vị album tương đương trong tuần đầu tiên, trong đó có 40.000 bản bán thuần. Đây không chỉ là album có thứ hạng cao nhất của Charli trên bảng xếp hạng danh giá này mà còn là tuần mở màn lớn nhất trong sự nghiệp cô, đồng thời là album có lượng phát trực tuyến nhiều nhất của cô với con số ấn tượng 46,72 triệu lượt. Sau khi bản remix của album, Brat and It's Completely Different but Also Still Brat được phát hành, Brat quay trở lại vị trí quý quân vào tuần thứ mười chín, với doanh số tăng thêm 105.000 đơn vị album tương đương, bao gồm 57.000 bản bán thuần—đây là tuần có doanh số cao nhất của album trên bảng xếp hạng này. Album cũng đã giành được lấy vị trí số một trên bảng xếp hạng Dance/Electronic Albums, dự án thứ hai của Charli lọt vào top 10 tại đây kể từ Vroom Vroom (2016), trong khi tất cả các bài hát trong album đều xuất hiện trên Hot Dance/Electronic Songs.

## Tác động
| Charli      | Twitter |
| @charli_xcx |         |

kamala IS brat (kamala LÀ một con brat)
ngày 22 tháng 6, năm 2024
Sadie Bell của tạp chí People đã liên hệ bìa của Brat với bản chất của album mà Charli XCX mô tả là "nổi loạn". Xu hướng "Brat summer (mùa hè Brat)" nhanh chóng trở thành một hiện tượng toàn cầu, khi phong cách và sắc xanh đặc trưng trên bìa album đã lan truyền mạnh mẽ sau khi một công cụ trực tuyến mang tên "Brat generator" nổi lên trên mạng. Công cụ này cho phép người dùng tạo ra phiên bản bìa album của riêng mình với văn bản tùy chỉnh. Vào ngày phát hành album, vòng quay Mắt Luân Đôn đã rực trong sắc xanh lá chanh. National Geographic cũng đã viết một bài báo lấy cảm hứng từ Brat, tập trung vào hình tượng "cô nàng brat" và những biểu tượng nữ quyền nổi loạn xuyên suốt lịch sử, như Cleopatra, Võ Tắc Thiên, Lucrezia Borgia, Georgiana Cavendish, và Aurore Dupin (hay George Sand).
Ngày 31 tháng 10 năm 2024, "brat" được từ điển Collins English Dictionary vinh danh là Từ của Năm. Đến ngày 11 tháng 12, Forbes đã gọi "Brat summer" là một trong những khoảnh khắc văn hóa đại chúng lớn nhất của năm.

### Trong các cuộc chiến dịch chính trị

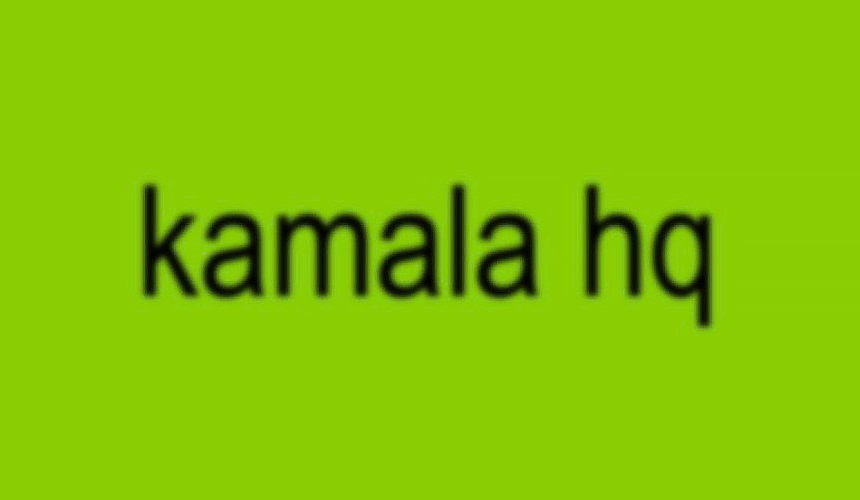
Hình ảnh quảng bá của Kamala HQ

Trong chiến dịch tổng tuyển cử năm 2024 tại Vương quốc Anh, Đảng Xanh của Anh và xứ Wales đã sử dụng bìa album để quảng bá, nhưng thay từ "brat" bằng thông điệp "vote green" (bỏ phiếu cho Đảng Xanh). Trong khi đó, Thị trưởng của Luân Đôn, Sadiq Khan cũng sử dụng phong cách bìa album trên Instagram để kỷ niệm thành công của chương trình Vùng Phát thải Cực thấp, nhưng nhận được nhiều ý kiến lẫn lộn từ công chúng.
Sau khi Joe Biden tuyên bố rút lui khỏi cuộc bầu cử tổng thống Hoa Kỳ vào năm 2024, tài khoản cho chiến dịch tranh cử của Biden-Harris được đổi tên thành "Kamala HQ" và thay hình ảnh quảng bá chính thức trên X (trước đây là Twitter) bằng bìa album, nhưng thay chữ "brat" bằng "kamala hq". Động thái này xuất hiện sau khi Charli XCX viết trên X: "Kamala IS brat". Charli sau đó giải thích rằng dòng tweet không mang ý nghĩa ủng hộ trực tiếp nhưng cô "rất vui khi có thể đóng góp vào việc ngăn chặn nền dân chủ khỏi sự sụp đổ mãi mãi."
Nhiều video trên TikTok kết hợp các ca khúc từ album với hình ảnh bà Kamala Harris, khiến giới phân tích nhận định rằng mối liên hệ này có thể thu hút những người trẻ tuổi. Nhưng trên chương trình Real Time with Bill Maher, nhà bình luận Van Jones lại chỉ trích chiến dịch của Harris, nói rằng nó đã đi từ "brat (bùng nổ) thành flat (chìm nghỉm)".

## Danh sách bài hát
| Brat – phiên bản tiêu chuẩn | Brat – phiên bản tiêu chuẩn     | Brat – phiên bản tiêu chuẩn                                                            | Brat – phiên bản tiêu chuẩn                                                 | Brat – phiên bản tiêu chuẩn |
| STT                         | Nhan đề                         | Sáng tác                                                                               | Sáng tác                                                                    | Thời lượng                  |
| --------------------------- | ------------------------------- | -------------------------------------------------------------------------------------- | --------------------------------------------------------------------------- | --------------------------- |
| 1.                          | "360"                           | Charlotte Aitchison Alexander Guy Cook Henry Walter Finn Keane Omer Fedi Blake Slatkin | Cirkut A. G. Cook Keane [a]                                                 | 2:13                        |
| 2.                          | "Club Classics"                 | Aitchison George Daniel                                                                | Daniel Cook [a]                                                             | 2:33                        |
| 3.                          | "Sympathy Is a Knife"           | Aitchison Keane Jonathan Christopher Shave                                             | Keane Charli XCX                                                            | 2:31                        |
| 4.                          | "I Might Say Something Stupid"  | Aitchison Mike Lévy                                                                    | Gesaffelstein Bart Schoudel [v]                                             | 1:49                        |
| 5.                          | "Talk Talk"                     | Aitchison Cook Ross Matthew Birchard                                                   | Hudson Mohawke Cook [a]                                                     | 2:41                        |
| 6.                          | "Von Dutch"                     | Aitchison Keane                                                                        | Keane                                                                       | 2:44                        |
| 7.                          | "Everything Is Romantic"        | Aitchison Pablo Díaz-Reixa                                                             | El Guincho Cook XCX Jasper Harris [a] Marlonwiththeglasses [a] Jae Deal [a] | 3:23                        |
| 8.                          | "Rewind"                        | Aitchison Walter Cook                                                                  | Cirkut Cook                                                                 | 2:48                        |
| 9.                          | "So I"                          | Aitchison Keane Shave                                                                  | Shave Cook                                                                  | 3:31                        |
| 10.                         | "Girl, So Confusing"            | Aitchison Cook                                                                         | Cook                                                                        | 2:54                        |
| 11.                         | "Apple"                         | Aitchison Daniel Linus Wiklund Noonie Bao                                              | Daniel Wiklund Cook XCX                                                     | 2:31                        |
| 12.                         | "B2B"                           | Aitchison Lévy                                                                         | Gesaffelstein Fedi Cook Schoudel [v]                                        | 2:58                        |
| 13.                         | "Mean Girls"                    | Aitchison Cook Birchard                                                                | Cook Hudson Mohawke                                                         | 3:09                        |
| 14.                         | "I Think About It All the Time" | Aitchison Cook Keane Shave                                                             | Cook Keane                                                                  | 2:15                        |
| 15.                         | "365"                           | Aitchison Cook Walter                                                                  | Cook Cirkut                                                                 | 3:23                        |
| Tổng thời lượng:            | Tổng thời lượng:                | Tổng thời lượng:                                                                       | Tổng thời lượng:                                                            | 41:23                       |

| Brat and It's the Same but There's Three More Songs So It's Not – phiên bản deluxe | Brat and It's the Same but There's Three More Songs So It's Not – phiên bản deluxe | Brat and It's the Same but There's Three More Songs So It's Not – phiên bản deluxe | Brat and It's the Same but There's Three More Songs So It's Not – phiên bản deluxe | Brat and It's the Same but There's Three More Songs So It's Not – phiên bản deluxe |
| STT                                                                                | Nhan đề                                                                            | Sáng tác                                                                           | Sản xuất                                                                           | Thời lượng                                                                         |
| ---------------------------------------------------------------------------------- | ---------------------------------------------------------------------------------- | ---------------------------------------------------------------------------------- | ---------------------------------------------------------------------------------- | ---------------------------------------------------------------------------------- |
| 16.                                                                                | "Hello Goodbye"                                                                    | Aitchison Cook                                                                     | Cook                                                                               | 3:39                                                                               |
| 17.                                                                                | "Guess"                                                                            | Aitchison Harrison Patrick Smith Dylan Brady                                       | The Dare                                                                           | 2:22                                                                               |
| 18.                                                                                | "Spring Breakers"                                                                  | Aitchison Cook Keane Shave                                                         | Cook Keane Shave                                                                   | 2:23                                                                               |
| Tổng thời lượng:                                                                   | Tổng thời lượng:                                                                   | Tổng thời lượng:                                                                   | Tổng thời lượng:                                                                   | 49:46                                                                              |

## Đội ngũ sản xuất
- Charli XCX – hát, điều phối sản xuất, thiết kế, bố cục
- Randy Merrill – hoàn chỉnh âm thanh
- Idania Valencia – hoàn chỉnh âm thanh (1–5, 7–18)
- Manny Marroquin – phối khí (1, 8)
- Tom Norris – phối khí (2, 3, 5, 6, 10, 13)
- Bart Schoudel – phối khí, kĩ thuật giọng hát (4, 12)
- Gesaffelstein – phối khí (4, 12)
- Geoff Swan – phối khí (7, 9, 11, 14–18)
- Cirkut – kĩ thuật giọng hát (1, 8)
- George Daniel – kĩ thuật giọng hát (2, 11)
- Jon Shave – kĩ thuật giọng hát (3, 9)
- Finn Keane – kĩ thuật giọng hát (3, 14)
- A. G. Cook – kĩ thuật giọng hát (5, 7, 10, 13, 14, 16), điều phối sản xuất
- Ashley Jacobson – thu âm giọng hát (6)
- Hudson Mohawke – kĩ thuật giọng hát (13)
- Matt Cahill – trợ lí phối khí (7, 9, 11, 14–18)
- Darin Lewis – quảng bá, nghe, thông qua
- Special Offer – thiết kế, bố cục
- Imogene Strauss – thiết kế, bố cục

## Bảng xếp hạng
| Bảng xếp hạng (2024)                          | Vị trí cao nhất |
| --------------------------------------------- | --------------- |
| Album Úc (ARIA)                               | 1               |
| Album Dance Úc (ARIA)                         | 1               |
| Album Áo (Ö3 Austria)                         | 5               |
| Album Bỉ (Ultratop Vlaanderen)                | 3               |
| Album Bỉ (Ultratop Wallonie)                  | 6               |
| Album Canada (Billboard)                      | 2               |
| Croatia International Albums (HDU)            | 1               |
| Album Đan Mạch (Hitlisten)                    | 9               |
| Album Hà Lan (Album Top 100)                  | 4               |
| Album Phần Lan (Suomen virallinen lista)      | 11              |
| Album Pháp (SNEP)                             | 15              |
| Album Đức (Offizielle Top 100)                | 5               |
| Album Hy Lạp(IFPI)                            | 26              |
| Album Hungaria (MAHASZ)                       | 11              |
| Album Iceland (Tónlistinn)                    | 8               |
| Album Ireland (OCC)                           | 1               |
| Album Ý (FIMI)                                | 15              |
| Nhật Bản Download Albums (Billboard Japan)    | 50              |
| Album Lithuania (AGATA)                       | 7               |
| Album New Zealand (RMNZ)                      | 4               |
| Album Na Uy (VG-lista)                        | 9               |
| Album Ba Lan (ZPAV)                           | 10              |
| Album Bồ Đào Nha (AFP)                        | 5               |
| Album Scotland (OCC)                          | 2               |
| Album Tây Ban Nha (PROMUSICAE)                | 2               |
| Album Thụy Điển (Sverigetopplistan)           | 12              |
| Album Thụy Sĩ (Schweizer Hitparade)           | 7               |
| Album Anh Quốc (OCC)                          | 1               |
| Album Anh Quốc Dance (OCC)                    | 1               |
| Album Hoa Kỳ Billboard 200                    | 3               |
| Album Hoa Kỳ Top Dance/Electronic (Billboard) | 1               |

| Bảng xếp hạng(2024)                            | Vị trí |
| ---------------------------------------------- | ------ |
| Album Áo (Ö3 Austria)                          | 43     |
| Album Bỉ (Ultratop Flanders)                   | 36     |
| Album Bỉ (Ultratop Wallonia)                   | 151    |
| Album Canada (Billboard)                       | 57     |
| Album Hà Lan (Album Top 100)                   | 41     |
| Album Đức (Offizielle Top 100)                 | 72     |
| Album Iceland (Tónlistinn)                     | 93     |
| Album New Zealand (RMNZ)                       | 18     |
| Album Thụy Sĩ (Schweizer Hitparade)            | 59     |
| Album Anh Quốc (OCC)                           | 8      |
| Hoa Kỳ Billboard 200                           | 65     |
| Hoa Kỳ Top Dance/Electronic Albums (Billboard) | 1      |

## Chứng nhận
| Quốc gia                                                    | Chứng nhận | Số đơn vị/doanh số chứng nhận |
| ----------------------------------------------------------- | ---------- | ----------------------------- |
| Úc (ARIA)                                                   | Vàng       | 35.000‡                       |
| Canada (Music Canada)                                       | Bạch kim   | 80.000‡                       |
| New Zealand (RMNZ)                                          | Bạch kim   | 15.000‡                       |
| Ba Lan (ZPAV)                                               | Vàng       | 10.000‡                       |
| Anh Quốc (BPI)                                              | Vàng       | 100.000‡                      |
| ‡ Chứng nhận dựa theo doanh số tiêu thụ và phát trực tuyến. |            |                               |